# Camptomyia innotata
Camptomyia innotata är en tvåvingeart som beskrevs av Jean-Jacques Kieffer 1894. Camptomyia innotata ingår i släktet Camptomyia och familjen gallmyggor.
Artens utbredningsområde är Frankrike. Inga underarter finns listade i Catalogue of Life.